# Carlo Marullo di Condojanni
S.E. Carlo Marullo di Condojanni (* 18. April 1946 in Messina) ist Ehren- und Devotions-Großkreuz-Bailli in Obedienz und war von 1997 bis 2001 der Großkanzler und somit Außenminister des Malteserordens, einem der vier Hohen Ämter des Ordens.

## Leben
Carlo Marullo di Condojanni, Fürst von Casalnuovo, ist der Sohn des ehemaligen Großkanzlers des Malteserordens Vittorio Marullo di Condojanni. Von 1989 bis 1997 war er Rezeptor des Gemeinsamen Schatzamtes des Malteserordens und wurde danach Großkanzler.
Vom 23. Oktober 1996 bis 26. April 1998 war der Ritter des Souveränen Malteserordens der Ständige Beobachter des Ordens im Rang eines Botschafters bei den Vereinten Nationen in New York City.

## Ehrungen
- Großkreuz des Verdienstordens Pro Merito Melitensi
- Großkreuz des Verdienstordens der Italienischen Republik (1987)
- Großkreuz des Piusordens
- Konstantinorden
- Großkreuz des Ordens der hl. Mauritius und Lazarus
- Großkreuz des Ordens Bernardo O’Higgins
- Großkreuz des Ordens vom Kreuz des Südens
- Großkreuz des St. Agatha-Ordens
- Großkreuz des Ordens de Isabel la Católica
- Großkreuz des Ordens des litauischen Großfürsten Gediminas (1999)
- Großes Silbernes Ehrenzeichen am Bande für Verdienste um die Republik Österreich (1989)
- Großes Goldenes Ehrenzeichen am Bande für Verdienste um die Republik Österreich[2] (1999)
- Großkreuz des Ordens El Sol del Perú
- Kommandeur der Ehrenlegion
- Honorary Companions of Honour des National Order of Merit (2000)
- Großoffizier des Ordens des heiligen Karl
- Januariusorden
- Zivilverdienstorden von Savoyen
- Großoffizier des Ouissam Alaouite
- Großkreuz des Ordens des Befreiers San Martin
- Großkreuz des Ordens vom Quetzal
- Großkreuz des Ordens des Manuel Amador Guerrero
- Großkreuz des Ordens Danilos I. für die Unabhängigkeit[3]